# 勝みなみ
勝 みなみ（かつ みなみ、1998年7月1日 - ）は、明治安田生命所属の日本のプロゴルファー。鹿児島県出身で鹿児島市立長田中学校・鹿児島高等学校卒業。身長157cm、体重57Kg、AB型。
JLPGAツアーでは高校1年生でアマチュア出場した2014年のバンテリンレディスオープンで史上最年少優勝を飾る。この世代が「黄金世代」と呼ばれるキッカケとなる。2017年7月の最終プロテストに一発合格（89期生）してプロデビュー。2018年のエリエールレディスオープンでプロ初優勝（通算2勝目）、2019年のパナソニックオープンレディースでプロ2勝目（通算3勝目）、中京テレビ・ブリヂストンレディスでプロ3勝目（通算4勝目）を挙げる。2021年はリゾートトラストレディスでプロ4勝目（通算5勝目）を挙げると、日本女子オープンでメジャー初制覇（通算6勝目）し、日本ゴルフ協会（JGA）主催競技での4冠達成（史上3人目）。2022年は楽天スーパーレディースで4日間大会として初のノーボギー優勝（通算7勝目）、さらに日本女子オープンで史上3人目の連覇（通算8勝目）を飾り、歴史に名を刻む。2023年からは待望の米ツアーに参戦、黄金世代の第一人者として活躍中。

## 経歴
鹿児島県鹿児島市出身。名前は漫画『タッチ』のヒロイン浅倉南に因む。子供の頃はテレビアニメの『美少女戦士セーラームーン』が好きでセーラームーンになりたかったことから、母親の大学の後輩が指導する体操教室に、週に1時間、6歳から中3まで通っていた。その後祖父が「老後の楽しみに」とゴルフ場へ連れていったことから6歳でゴルフを始める。体操をやっていたおかげで「体の軸がしっかりしていて、軸がぶれないスイングが出来ているのかなと思う」と話している。
2010年の「全国小学生ゴルフトーナメント決勝大会」で優勝し頭角を現した。中学進学後は「全国中学校選手権春季大会」「九州女子選手権」で優勝。
高校進学直前の2014年3月には日本ゴルフ協会ナショナルチームとして出場した「ニュージーランドアマチュアゴルフ選手権」で、リディア・コーの記録を2打縮める通算19アンダーで日本人選手として初優勝を果たす。
勢いを駆った勝は、翌月に熊本空港カントリークラブで開催されたKKT杯バンテリンレディスオープンで、アマチュアながらJLPGAツアー史上最年少（15歳293日=当時）優勝を果たした。アマチュア選手のツアー優勝は、2012年の金孝周（韓国）以来史上四人目。規定では、優勝から4週間以内にプロ宣言すれば、1年間の期間限定ながら試験免除でツアーメンバーに登録出来たが、日本ジュニア・日本アマでの優勝という目標と入学したばかりの高校生活を優先し敢えて宣言しなかった。高校も全国のゴルフ強豪校からの数々の誘いがあったが、「ほかの分野の人とのコミュニケーションも大切」との理由で、自宅から通学できるゴルフ部の無い鹿児島高校に進学、あくまでも自己流の生き方や練習法にこだわる 。
2014年8月、霞ヶ関CCで開催された日本ジュニア選手権で初優勝。翌月、仁川広域市（大韓民国）で開催されたアジア競技大会では団体4位・個人7位入賞を果たした。
2015年6月、札幌GC輪厚で開催された日本女子アマ選手権では、勝ち抜きのマッチプレー方式で戦う5日間の長丁場を制し見事に初優勝。前年の日本ジュニアに続くアマで2個目のビッグタイトルを手中にした。「2冠」制覇は宮里藍、宮里美香、諸見里しのぶらに続く史上12人目の快挙。
2015年9月、片山津ゴルフ倶楽部で開催された日本女子オープン（以下、ローアマ）で11位Tでローアマ獲得。日本ジュニアゴルフ選手権優勝（2014年、以下ジュニア）、日本アマチュアゴルフ選手権優勝（2015年、以下アマ）と合わせ、「日本アマチュアタイトル三冠」の称号を手にした。
2016年6月、袖ヶ浦カンツリークラブ新袖コースで開催されたニチレイレディスでは、2日目まで単独首位をキープし2勝目目前だったものの、最終日に優勝を意識し過ぎて申ジエに逆転され、惜しくも2位。
2016年10月、36ホールに短縮されたスタンレーレディスでは1打差を追って最終日を迎えたが７位で終えた。「優勝を目指しましたが、自分がほかの選手よりスコアを出さないといけませんでした。それができなかったのが今の実力だと思います。優勝しか狙ってなかったので、奈紗のことはあまり考えませんでした。優勝に届かなかったことが悔しいですね」と振り返る。
高校卒業した2017年は主催者推薦で出場しながら、最終プロテスト（7月25日〜　小杉カントリークラブ）で見事一発合格でプロデビュー果たした。プロテスト合格後の主催者推薦は3試合迄と規程があるためステップアップツアー中心の活動となったが、初戦の山陽合同銀行Duoカードレディースでいきなり優勝、その後も出場5試合中4試合でトップ10入りし実力の違いを見せつけた。
2018年から本格的にツアー参戦、明治安田生命保険に所属するとともに日本航空・サマンサタバサ・ダンロップスポーツ・東急リゾートサービスとスポンサー契約、All-Grip 株式会社とマネジメント契約を矢継ぎ早に決める。
同年11月の大王製紙エリエールレディスオープンでは2位に大差をつける通算20アンダーで悲願のプロ初優勝（JLPGAツアー2勝目）を飾った。
2019年、元号が『令和』に代わった週に開催された新設トーナメントのパナソニックオープンレディースでは、最終日にトップから2打差の7位から追い上げ全美貞（大韓民国）とのプレーオフに持ち込み、最初のホールでバーディーを奪ってプロ2勝目（ツアー通算3勝目）を挙げた。
同じ月に開催された中京テレビ・ブリヂストンレディスオープンでは、2日目にトーナメントコースレコードの「62」を叩き出す猛チャージもあり、2位に2打差をつけてプロ3勝目（ツアー通算4勝目）を挙げ、全米女子オープンの出場権（ロレックスランキング50位以内）を手にした。
11月に開催された伊藤園レディスの最終日、戸張捷プロデュースの名物ホール17番Par3でプロ初のホールインワンを達成。
2021年シーズンより、アメリカンスポーツブランド「チャンピオン」とオフィシャルアウトフィッター契約を結び、文字通り「チャンピオン」を目指す。同年のリゾートトラストレディスでは最終日の1番ホールでダブルボギーを叩くものの、その後挽回して9アンダーで逆転優勝。アマチュア時代を通じてツアー通算5勝目を挙げた。
さらに、日本女子オープンでメジャー初制覇を果たすとともに、日本ゴルフ協会（JGA）主催大会での四冠を達成（2014年の「日本ジュニア」、2015年の「日本女子アマ」と「日本女子オープン（ローアマチュア）」）。
2022年シーズンは7月の第2回楽天スーパーレディースにて初日からノーボギーで首位を守り続けて通算-22アンダーで優勝し、日本女子プロゴルフ史上初となる“4日間競技大会に於けるノーボギーでのトーナメント優勝”の快記録を達成した。9月最終週の日本女子オープンでは首位と3打差の3位からスタート、前半で5バーディーを奪取して首位を猛追、最終的に17番ホールのバーディーで単独首位に出て申智愛と吉田優利を振り切り、2年連続となる逆転優勝を果たした。
2023年からは米ツアーに参戦し、名実ともに「黄金世代」の第一人者として活躍中。

## 人物
同世代には畑岡奈紗、渋野日向子、小祝さくら、河本結、原英莉花らがおり、その筆頭株黄金世代として注目されている。
2020年3月に【公式】YouTubeチャンネルを開設。黄金世代初のユーチューバーとして、4度の優勝に裏付けされた独自のゴルフ理論を茶目っ気たっぷりに分かりやすく解説し視聴者を楽しませている。
本業のゴルフだけではなく、社会貢献活動やジュニアゴルファーの育成にも積極的に取り組む。ユニセフのフレンドネーションプロジェクト（プロジェクトを立ち上げ、SNSを通して応援してくれる人に寄付を呼びかけ、集まった寄付金をユニセフを通して世界のこどもたちに役立てる）をはじめ、ピンクリボン運動や小学生を対象としたゴルフ教室（All-Grip株式会社主催）に参加している。
2020年はコロナウィルス感染症の影響で試合が出来ない中、フレンドネーションプログラムのチャレンジとしてYouTubeで「お家でできるトレーニング動画」を配信、「新型コロナウィルス緊急募金」への寄付を呼び掛けている。
同5月には女子プロゴルファーの有志とともに、医療従事者への支援として東京都福祉保険局にマスクを寄贈。
同8月にはプロを目指すジュニアが成長する機会が無い、また地元鹿児島のジュニアゴルフ人口が減ってきていることを危惧し、スポーツギフティングサービスを利用して寄付を募り、ジュニアがゴルフに触れる場の提供に着手。
祖父の影響で阪神タイガースの大ファン。推しメンはK-POPアイドル「Wanna-One（ワナワン）」のカン・ダニエル。。
また小祝さくらと共にプロレスファンでも知られ、同じ鹿児島県出身でもある新日本プロレスの飯伏幸太を贔屓にしている。

## アマチュア年度別戦績
▼2009年度（アマチュア）
| トーナメント名                | 開催コース                      | 成績  | スコア |
| ----------------------------- | ------------------------------- | ----- | ------ |
| 全国小学生ゴルフ大会 女子の部 | 春日井カントリークラブ 西コース | 35位T | +16    |

▼2010年度（アマチュア）
| トーナメント名                       | 開催コース                          | 成績       | スコア |
| ------------------------------------ | ----------------------------------- | ---------- | ------ |
| 九州小学生ゴルフ大会                 | 阿蘇ゴルフ倶楽部（熊本県）          | 2位        |        |
| ゴルフダイジェストジュニアカップ     |                                     | 2位        |        |
| JJGAタイガー魔法瓶カップ決勝大会     | 烏山城カントリークラブ（栃木県）    | 2位T       |        |
| 全国小学生ゴルフトーナメント決勝大会 |                                     | 優勝       |        |
| 九州女子選手権競技                   | 唐津ゴルフ倶楽部（佐賀県）          | 18位T      | +12    |
| 日本女子アマチュアゴルフ選手権競技   | ツキサップゴルフクラブ（北海道）    | 41位T／CUT | +6     |
| 全国小学生ゴルフ大会 女子の部        | 茨城ゴルフ倶楽部 西コース（茨城県） | 3位T       |        |

▼2011年度（アマチュア）
| トーナメント名                                             | 開催コース                             | 成績       | スコア |
| ---------------------------------------------------------- | -------------------------------------- | ---------- | ------ |
| 九州ジュニアゴルフ選手権／女子12～14歳の部                 |                                        | 優勝       |        |
| 鹿児島アマチュアサーキットゴルフ大会／レディースの部       |                                        | 優勝       |        |
| 第24回鹿児島県ジュニアゴルフ選手権大会／中学・高校女子の部 |                                        | 2位        |        |
| 第１回日中ジュニア親善交流試合                             |                                        | 優勝       |        |
| 第６回宮崎JCカップジュニアゴルフ選手権／中学女子の部       |                                        | 優勝       |        |
| 九州ジュニアゴルフ選手権鹿児島県選考会                     |                                        | 優勝       |        |
| 第32回九州中学校ゴルフ選手権春季大会                       |                                        | 優勝       |        |
| 第32回全国中学校ゴルフ選手権春季大会                       |                                        | 2位        |        |
| 九州女子アマチュアゴルフ選手権                             | 志摩シーサイドカンツリークラブ         | 11位T      | +3     |
| アジアンツアー「第１回宮崎女子オープン」                   |                                        | 10位T      |        |
| 鹿児島県ジュニアゴルフ大会                                 |                                        | 優勝       |        |
| 日本女子アマチュアゴルフ選手権競技                         |                                        | 53位T／CUT |        |
| 日本ジュニアゴルフ選手権競技／女子12歳～14歳の部           |                                        | 3位        |        |
| Tポイントレディースゴルフトーナメント                      | 鹿児島高牧カントリークラブ（鹿児島県） | 75位T／CUT |        |

▼2012年度（アマチュア）
| トーナメント名                                   | 開催コース                                | 成績            | スコア |
| ------------------------------------------------ | ----------------------------------------- | --------------- | ------ |
| 文部科学大臣楯争奪 中学校ゴルフ選手権 春季大会   |                                           | 優勝            |        |
| 九州女子選手権競技                               |                                           | 優勝            |        |
| ルートインカップ阿蘇グランヴィリオレディース     |                                           | 6位T            |        |
| 日本女子アマチュアゴルフ選手権競技               |                                           | 41位T／CUT      |        |
| 日本ジュニアゴルフ選手権競技／女子12歳～14歳の部 |                                           | 4位T            |        |
| Tポイントレディスゴルフトーナメント              | 鹿児島高牧カントリークラブ（鹿児島県）    | 75位T／CUT      | +6     |
| 西陣レディスクラシック                           | 熊本空港カントリークラブ（熊本県）        | 25位T／ローアマ | +2     |
| サイバーエージェントレディスゴルフトーナメント   | 鶴舞カントリー倶楽部（千葉県）            | 66位T／CUT      | +4     |
| スタンレーレディスゴルフトーナメント             | 東名カントリークラブ（静岡県）            | 74位T／CUT      | +6     |
| 【公式戦】日本女子オープンゴルフ選手権競技       | 横浜カントリークラブ 西コース（神奈川県） | 61位T／CUT      | +12    |

▼2013年度（アマチュア）
| トーナメント名                                     | 開催コース                                | 成績            | スコア |
| -------------------------------------------------- | ----------------------------------------- | --------------- | ------ |
| 九州ジュニアゴルフ選手権／女子12～14歳の部         |                                           | 優勝            |        |
| 文部科学大臣楯争奪 全国中学校ゴルフ選手権 春季大会 |                                           | 優勝            |        |
| 九州女子ゴルフ選手権競技                           |                                           | 9位             |        |
| 日本女子アマチュアゴルフ選手権競技                 |                                           | ベスト16        |        |
| 日本ジュニアゴルフ選手権競技 女子12歳～14歳の部    |                                           | 5位             |        |
| Tポイントレディスゴルフトーナメント                | 鹿児島高牧カントリークラブ（鹿児島県）    | 27位T／ローアマ | -3     |
| スタジオアリス女子オープン                         | 花屋敷ゴルフ倶楽部 よかわコース（兵庫県） | 12位／ローアマ  | +1     |
| KKT杯バンテリンレディスオープン                    | 熊本空港カントリークラブ（熊本県）        | 26位T／ローアマ | +5     |
| サイバーエージェントレディスゴルフトーナメント     | 鶴舞カントリー倶楽部（千葉県）            | 27位T／ローアマ | +1     |
| スタンレーレディスゴルフトーナメント               | 東名カントリークラブ（静岡県）            | 68位T／CUT      | +4     |
| 樋口久子森永製菓ウイダーレディス                   | 森永高滝カントリー倶楽部（千葉県）        | 56位T／CUT      | +3     |

▼2014年度（アマチュア）
| トーナメント名                                                 | 開催コース                                        | 成績                 | スコア |
| -------------------------------------------------------------- | ------------------------------------------------- | -------------------- | ------ |
| クィーンシリキットカップアジア太平洋女子招待ゴルフチーム選手権 |                                                   | 個人14位／団体5位    |        |
| アジア競技大会                                                 |                                                   | 個人7位／団体4位     |        |
| ニュージーランドアマチュアゴルフ選手権                         |                                                   | 優勝                 |        |
| ネイバーズトロフィーチーム選手権                               |                                                   | 個人優勝／団体優勝   |        |
| 日本女子アマチュアゴルフ選手権競技                             |                                                   | ベスト8              |        |
| 日本ジュニアゴルフ選手権競技／女子15歳～17歳の部               |                                                   | 優勝 ※1              |        |
| エスピリトサントトロフィー世界女子アマチュアゴルフチーム選手権 |                                                   | 個人22位T／団体8位   |        |
| 国民体育大会 ゴルフ競技 女子                                   |                                                   | 1位T                 |        |
| KKT杯バンテリンレディスオープン                                | 熊本空港カントリークラブ（熊本県）                | 優勝／史上最年少記録 | -11    |
| サイバーエージェントレディス                                   | 鶴舞カントリー倶楽部（千葉県）                    | 59位T／CUT           | +5     |
| 【公式戦】ワールドレディスサロンパスカップ                     | 茨城ゴルフ倶楽部 西コース（茨城県）               | 33位T                | +5     |
| サントリーレディスオープン                                     | 六甲国際ゴルフ倶楽部（兵庫県）                    | 24位T                | 0      |
| 【公式戦】日本女子オープンゴルフ選手権競技                     | 琵琶湖カントリークラブ 栗東／三上コース（滋賀県） | 63位T／CUT           | +5     |
| NOBUTA GROUP マスターズGCレディース                            | マスターズゴルフ倶楽部（兵庫県）                  | 15位T／ローアマ      | -7     |
| 樋口久子 森永レディス                                          | 森永高滝カンツリークラブ（三重県）                | 23位T／ローアマ      | -1     |
| 【公式戦】LPGAツアー選手権リコーカップ                         | 宮崎カントリークラブ（宮崎県）                    | 24位T                | +6     |

▼2015年度（アマチュア）
| トーナメント名                                         | 開催コース                                      | 成績               | スコア |
| ------------------------------------------------------ | ----------------------------------------------- | ------------------ | ------ |
| オーストラリアン女子アマチュア選手権                   |                                                 | CUT                |        |
| ニュージーランドストロークプレー選手権                 |                                                 | 3位                |        |
| 日本女子アマチュアゴルフ選手権                         |                                                 | 優勝 ※1            |        |
| 日本ジュニアゴルフ選手権競技／女子15歳～17歳の部       |                                                 | 3位T               |        |
| ヨコハマタイヤPRGRレディスカップ                       | 土佐カントリークラブ（高知県）                  | 55位T／ローアマ    | +8     |
| ヤマハレディースオープン葛城                           | 葛城ゴルフ倶楽部 山名コース（静岡県）           | 33位T／ローアマ    | +6     |
| KKT杯バンテリンレディスオープン                        | 熊本空港カントリークラブ（熊本県）              | 47位T              | +9     |
| リゾートトラストレディス                               | メイプルポイントゴルフクラブ（山梨県）          | 11位T／ローアマ    | -7     |
| サントリーレディス                                     | 六甲国際ゴルフ倶楽部（兵庫県）                  | 60位T              | +9     |
| ニチレイレディス                                       | 袖ヶ浦カンツリークラブ 新袖コース（千葉県）     | 87位／CUT          | +8     |
| サマンサタバサレディース                               | イーグルポイントゴルフクラブ（茨城県）          | 87位／CUT          | +8     |
| センチュリー21レディス                                 | 伊豆大仁カントリークラブ（静岡県）              | 8位T               | -9     |
| 大東建託・いい部屋ネットレディス                       | 鳴沢ゴルフ倶楽部（山梨県）                      | 40位T              | +3     |
| NEC軽井沢72                                            | 軽井沢72ゴルフ 北コース（長野県）               | 54位／ローアマ     | +2     |
| マンシングウェアレディース東海クラシック               | 新南愛知カントリークラブ 美浜コース（愛知県）   | 12位T／ローアマ    | -6     |
| ミヤギテレビ杯ダンロップ女子オープンゴルフトーナメント | 利府ゴルフ倶楽部（宮城県）                      | 6位T／ローアマ     | -4     |
| 【公式戦】日本女子オープンゴルフ選手権競技             | 片山津ゴルフ倶楽部 白山コース（石川県）         | 11位T／ローアマ ※1 | +3     |
| スタンレーレディス                                     | 東名カントリークラブ（静岡県）                  | 67位／CUT          | +4     |
| 富士通レディス                                         | 東急セブンハンドレッド倶楽部 西コース（千葉県） | 37位T              | +3     |

※1　アマチュア3冠達成
▼2016年度（アマチュア）
| トーナメント名                                                        | 開催コース                                            | 成績            | スコア |
| --------------------------------------------------------------------- | ----------------------------------------------------- | --------------- | ------ |
| オーストラリアン女子アマチュア選手権                                  |                                                       | ベスト16        |        |
| ヨコハマタイヤゴルフトーナメント PRGRレディスカップ                   | 土佐カントリークラブ（高知県）                        | 50位            | +7     |
| Ｔポイントレディス ゴルフトーナメント                                 | 鹿児島高牧カントリークラブ（鹿児島県）                | 46位            | +3     |
| アクサレディスゴルフトーナメント in MIYAZAKI                          | UMKカントリークラブ（宮崎県）                         | 11位T／ローアマ | +1     |
| ヤマハレディースオープン葛城                                          | 葛城ゴルフ倶楽部 山名コース（静岡県）                 | 27位T／ローアマ | +6     |
| 【公式戦】ワールドレディスチャンピオンシップ サロンパスカップ         | 茨城ゴルフ倶楽部 東コース（茨城県）                   | 44位            | +9     |
| ほけんの窓口レディース                                                | 福岡カンツリー倶楽部 和白コース（福岡県）             | 6位T／ローアマ  | -3     |
| 中京テレビ・ブリヂストンレディスオープン                              | 中京ゴルフ倶楽部 石野コース（愛知県）                 | 25位T／ローアマ | -3     |
| リゾートトラスト レディス                                             | グランディ鳴門ゴルフクラブ36（徳島県）                | 79位T／CUT      | +3     |
| サントリーレディスオープンゴルフトーナメント                          | 六甲国際ゴルフ倶楽部（兵庫県）                        | 48位T           | +3     |
| ニチレイレディス                                                      | 袖ヶ浦カンツリークラブ 新袖コース（千葉県）           | 2位／ローアマ   | -9     |
| ニッポンハムレディスクラシック                                        | アンピックス函館倶楽部 上磯ゴルフコース（北海道）     | 34位T           | +1     |
| サマンサタバサ ガールズコレクション・レディーストーナメント           | イーグルポイントゴルフクラブ（茨城県）                | 90位T／CUT      | +8     |
| センチュリー21レディスゴルフトーナメント                              | 伊豆大仁カントリークラブ（静岡県）                    | 56位            | +6     |
| 大東建託・いい部屋ネットレディス                                      | 鳴沢ゴルフ倶楽部（山梨県）                            | 63位T／CUT      | +5     |
| NEC軽井沢72ゴルフトーナメント                                         | 軽井沢72ゴルフ 北コース（長野県）                     | 36位T           | -3     |
| ニトリレディスゴルフトーナメント                                      | 小樽カントリー倶楽部（北海道）                        | 40位／ローアマ  | +8     |
| マンシングウェアレディース東海クラシック                              | 新南愛知カントリークラブ 美浜コース（愛知県）         | 57位T／CUT      | -1     |
| 【公式戦】日本女子オープンゴルフ選手権競技                            | 烏山城カントリークラブ 二の丸／三の丸コース（栃木県） | 93位T／CUT      | +12    |
| スタンレーレディスゴルフトーナメント                                  | 東名カントリークラブ（静岡県）                        | 7位T／ローアマ  | -3     |
| 富士通レディース                                                      | 東急セブンハンドレッドクラブ 西コース（千葉県）       | 49位T／ローアマ | +6     |
| NOBUTA GR0UP マスターズGCレディース                                   | マスターズゴルフ倶楽部（兵庫県）                      | 8位T／ローアマ  | -11    |
| 樋口久子 三菱電機レディスゴルフトーナメント ※マンデートーナメント通過 | 武蔵丘ゴルフコース（埼玉県）                          | 60位T／CUT      | +6     |
| 大王製紙エリエールレディスオープン ※マンデートーナメント通過          | エリエールゴルフクラブ松山（愛媛県）                  | 48位T           | -3     |

▼2017年度
大会成績はこちら
※プロテスト合格前の大会成績
| トーナメント名                                             | 開催コース                                      | 成績             | スコア |
| ---------------------------------------------------------- | ----------------------------------------------- | ---------------- | ------ |
| ヨコハマゴルフトーナメント PRGRレディスカップ              | 土佐カントリークラブ（高知県）                  | 60位T／CUT       | +4     |
| Ｔポイントレディス ゴルフトーナメント                      | 鹿児島高牧カントリークラブ（鹿児島県）          | 36位Ｔ／ローアマ | +2     |
| アクサレディスゴルフトーナメント in MIYAZAKI               | UMKカントリークラブ（宮崎県）                   | 30位T／ローアマ  | ±0     |
| ヤマハレディースオープン葛城                               | 葛城ゴルフ倶楽部（静岡県）                      | 28位T／ローアマ  | +5     |
| KKT杯バンテリンレディスオープン                            | 熊本空港カントリークラブ（熊本県）              | 36位T／ローアマ  | +6     |
| サイバーエージェント レディスゴルフトーナメント            | グランフィールズカントリークラブ（静岡県）      | 20位T／ローアマ  | +2     |
| ほけんの窓口レディース                                     | 福岡カンツリー倶楽部和白コース                  | 76位T／CUT       | +8     |
| 中京テレビ・ブリヂストンレディスオープン                   | 中京ゴルフ倶楽部石野コース（愛知県）            | 29位T            | ▲５    |
| プロテスト第2次予選 A地区（第1ラウンド）                   | 富岡倶楽部（群馬県）                            | 7位              | ▲3     |
| サントリーレディースオープンゴルフトーナメント             | 六甲国際ゴルフ倶楽部（兵庫県）                  | 45位T            | +3     |
| ニチレイレディス                                           | 袖ヶ浦カンツリークラブ新袖コース（千葉県）      | 64位T／CUT       | +4     |
| プロテスト第2次予選 A地区（第2ラウンド）                   | ホウライカントリー倶楽部（栃木県）              | 6位              | ▲3     |
| ニッポンハムレディスクラシック                             | アンビックス函館倶楽部 上磯ゴルフコース(北海道) | 49位Ｔ           | +1     |
| サマンサタバサガールズコレクション・レディーストーナメント | イーグルポイントゴルフクラブ                    | 24位Ｔ／ローアマ | +1     |
| 最終プロテスト                                             | 小杉カントリークラブ（富山県）                  | 9位Ｔ ※合格      | ▲5     |

## トーナメント優勝

### ツアー優勝

#### JLPGAツアー（8）
| No. | Date           | Tournament                               | 優勝スコア             | 2位との差  | 2位（タイ）                |
| --- | -------------- | ---------------------------------------- | ---------------------- | ---------- | -------------------------- |
| 1   | 2014年4月20日  | KKT杯バンテリンレディスオープン          | −11（66-71-68=205）    | 1打差      | イ・ボミ                   |
| 2   | 2018年11月18日 | 大王製紙エリエールレディスオープン       | −11（71-68-64-65=268） | 4打差      | 松田鈴英                   |
| 3   | 2019年5月5日   | パナソニックオープンレディース           | −12（69-68-67=204）    | プレーオフ | 全美貞                     |
| 4   | 2019年5月26日  | 中京テレビ・ブリヂストンレディスオープン | −14（68-62-72=202）    | 2打差      | 河本結                     |
| 5   | 2021年5月30日  | リゾートトラストレディス                 | −9（69-70-69-71=279）  | 3打差      | 大里桃子 比嘉真美子 吉川桃 |
| 6   | 2021年10月4日  | 日本女子オープンゴルフ選手権競技         | −14（68-67-69-66=270） | 6打差      | 上田桃子 西郷真央          |
| 7   | 2022年7月31日  | 楽天スーパーレディース                   | −22（65-66-64-71=266） | 5打差      | 稲見萌寧                   |
| 8   | 2022年10月2日  | 日本女子オープンゴルフ選手権競技         | −3（72-75-70-68=285）  | 1打差      | 申智愛                     |

## プロ年度別戦績
▼2018年度
- 大会成績はこちら

▼2019年度
- 大会成績はこちら

▼2020〜2021年度
- 大会成績はこちら

▼2022年度
- 大会成績はこちら

## ランキング
- 賞金ランキングはこちら
- メルセデスランキングはこちら

## 所属・スポンサー契約
- 明治安田生命保険（所属選手契約）
- 日本航空（スポンサード契約）
- チャンピオン（オフィシャルアウトフィッター契約）
- ダンロップスポーツ（用具提供契約）
- 山本光学（SWANSアドバイザリースタッフ契約）